# Michael Johnston
Michael „Mikey“ Andrew Johnston (* 19. April 1999 in Glasgow) ist ein schottisch-irischer Fußballspieler, der bei West Bromwich Albion unter Vertrag steht.

## Karriere

### Verein
Michael Johnston spielt seit dem Jahr 2008 in der Youth Academy von Celtic Glasgow. In der Saison 2016/17 gab der damals 18-jährige Stürmer am drittletzten Spieltag unter Brendan Rodgers sein Profidebüt. Er stand dabei überraschend in der Startelf und wurde in der 57. Spielminute gegen Scott Sinclair ausgewechselt. Direkt nach Spiel wurde sein Vertrag mit Celtic um drei Jahre verlängert. Im Dezember 2019 wurde sein Vertrag vorzeitig um fünf weitere Jahre bis 2025 verlängert.

### Nationalmannschaft
Michael Johnston spielte in den Jahren 2013 und 2015 jeweils einmal in der U-15- und U-17-Nationalmannschaft von Schottland. Im Jahr 2017 spielte Johnston in der schottischen U-19. Im Mai 2018 debütierte er in der U-21 gegen Togo.
Im Jahr 2023 wechselte Johnston zum Verband der Republik Irland, nachdem dies die FIFA genehmigt hatte.

## Erfolge
Mit Celtic Glasgow:
- Schottischer Meister (6): 2017, 2018, 2019, 2020, 2022, 2024
- Schottischer Pokalsieger (5): 2017, 2018, 2019, 2020, 2024
- Schottischer Ligapokalsieger (5): 2017, 2018, 2019, 2020, 2022